# Cattedrale di Sant'Olav (Helsingør)
La cattedrale di Sant'Olav (in danese: Helsingør Domkirke o Sankt Olai Kirke) è la chiesa principale di Helsingør, in Danimarca. È dedicata a Sant'Olav, re norvegese.